# Lucien Rollin
Pour les articles homonymes, voir Rollin.
Lucien Rollin (né en à 1953 à Bobo-Dioulasso, actuellement au Burkina Faso) est un dessinateur français de bande dessinée.

## Biographie
Il passe une bonne partie de son enfance en Afrique avant d'entamer des études en sciences politiques à Aix-en-Provence, puis se réoriente en arts plastiques à Rennes où il devient enseignant. C'est en 1982 qu'il entre dans le milieu de la bande dessinée avec Orage sur Valdor, en collaboration avec Nell Boix. En 1989, il travaille sur Citoyen liberté avec Pierre Forni et Jean-Claude Camano et le premier volume du Torte avec Pierre Dubois, dont cinq volumes paraîtront jusqu'en 1994. En janvier 1997, il collabore de nouveau avec Pierre Dubois pour Saskia des vagues. Il a également collaboré au Décalogue avec Frank Giroud.

## Séries
- Ombres, 7 tomes (scénario de Jean Dufaux), Glénat
- Le Torte, 5 tomes (scénario de Pierre Dubois), Glénat
- Le Décalogue, tome 8 - participation au tome 11 (scénario de Frank Giroud), Glénat
- Les Fleury-Nadal, série dérivée, tome 1 (scénario de Frank Giroud)
- Back World, 3 tomes (scénario de Éric Corbeyran)
- Nakara, 2 tomes (scénario de Pierre Boisserie) aux éditions Glénat. Une intégrale Nakara, il est temps de savoir parue aux éditions La Fée Emer reprend ces deux volumes ainsi que 23 planches inédites du tome 3 et le dénouement de l'histoire sous forme de crayonnés.
- Voyageur, tome 9 (scénario de Pierre Boisserie et Éric Stalner)
- La bête de l'Apocalypse (scénario : Rodolphe) [1], Glénat
- Le Gouffre de Padirac tome 1 [2], 2, 3 (scénario de Laurent Bidot), Glénat
- Vinifera, 1855 Le classement des vins de Bordeaux, 2018, Glénat - La Grande Histoire de la vigne et du vin, Les Révoltes vigneronnes[3], 2019, Glénat

## Albumsone shot
- Citoyen liberté (scénario de Pierre Forni)
- Saskia des Vagues (scénario de Pierre Dubois)
- Orage sur Valdor (scénario de Nell Bloix)
- Dinosaures : Morts ou vifs (collectif)
- Une McStory française, album publicitaire pour McDonald's (collectif)